# Reps & Trinte

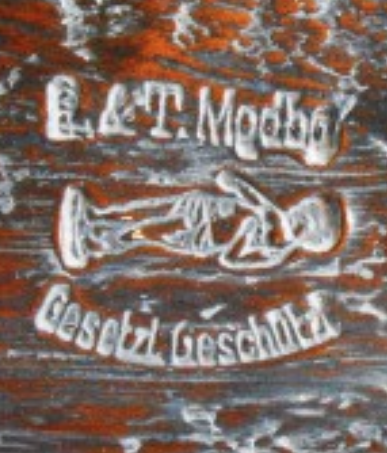
Firmenmarke mit R. & T. Mgdbg (für Reps & Trinte Magdeburg)

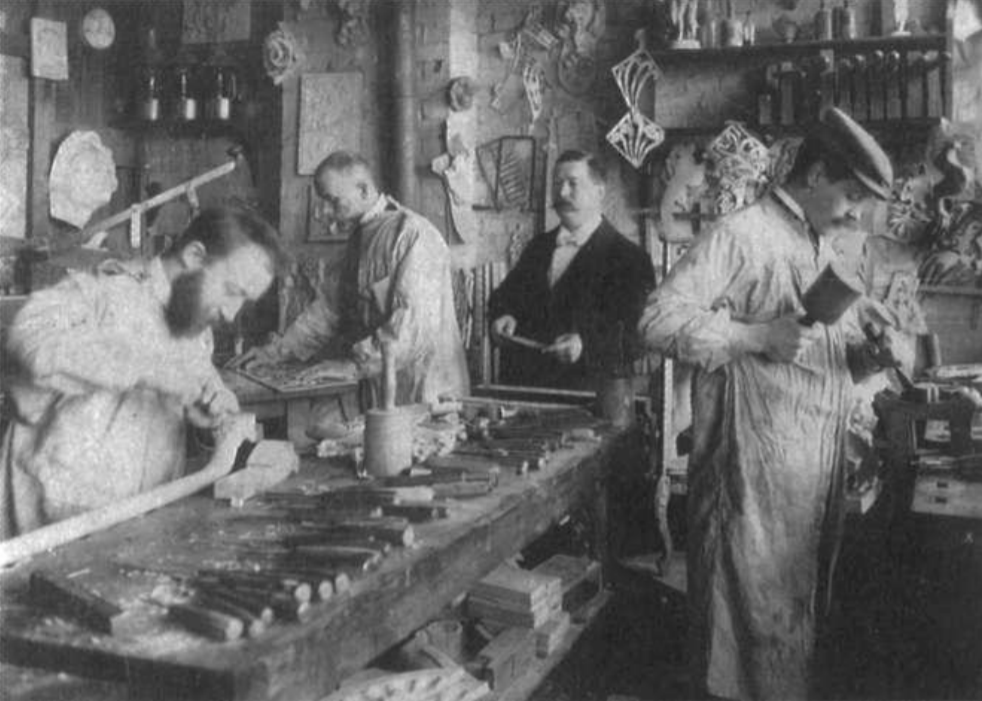
Carl Reps (mit dunklem Anzug) in seinen Werkstätten, um 1900

Die Vereinigten Werkstätten von Reps & Trinte Kunstanstalt, Vereinigte Werkstätten von Gebrüder Schultz, Berlin, Joh. Val. Vanni, Frankfurt a. M., A. Trinte, Neustadt Magdeburg, Carl Koch, Magdeburg, kurz Reps & Trinte, waren eine deutsche Manufaktur von Kunstgegenständen, die von 1889 bis etwa zum Ende der 1920er Jahre in Magdeburg bestand.

## Geschichte
Die „Kunstanstalt“ wurde von dem Kaufmann Carl Reps und dem Bildhauer A. Trinte in Neustadt-Magdeburg gegründet, als Gründungsjahr nimmt das Museum Europäischer Keramikkunst das Jahr 1889 an. 1896 zogen sie in das neu errichtete Gebäude in der Morgenstraße 5 ein. Hinter der fensterreichen Fassade betrieben sie in langgestreckten Arbeitsräumen Werkstätten für plastische Kunst. Das Unternehmen beschäftigte sich mit der „Herstellung antiker und moderner Bildhauerwerke von Marmor, Elfenbeinmasse, Gips und Thon“, „Bemalung in Pariser und Wiener Decor, sowie Bronze-Imitationen auf Thon oder auf gehärtetem Gips“. Andere Artikel waren polierte Holzsäulen, Konsolen, Terracottafiguren uns Säulen in Marmorguss.
Entwürfe lieferten Bildhauer wie Paul Aichele, die Brüder Friedrich (Fritz) und Hans von Heider, Etha Richter, Bläsche und Ludwig Eisenberger.
Infolge des veränderten Zeitgeschmacks nach dem Ersten Weltkrieg und der Weltwirtschaftskrise ging die Nachfrage für die Arbeiten der „Kunstanstalt“ dramatisch zurück, worauf das Unternehmen aufgegeben werden musste. In den 1930er Jahren ließ Carl Reps die Werkstätten in Schlichtwohnungen umbauen.

Gebäude Morgenstraße 5 mit den Ateliers für plastische Kunst, um 1900
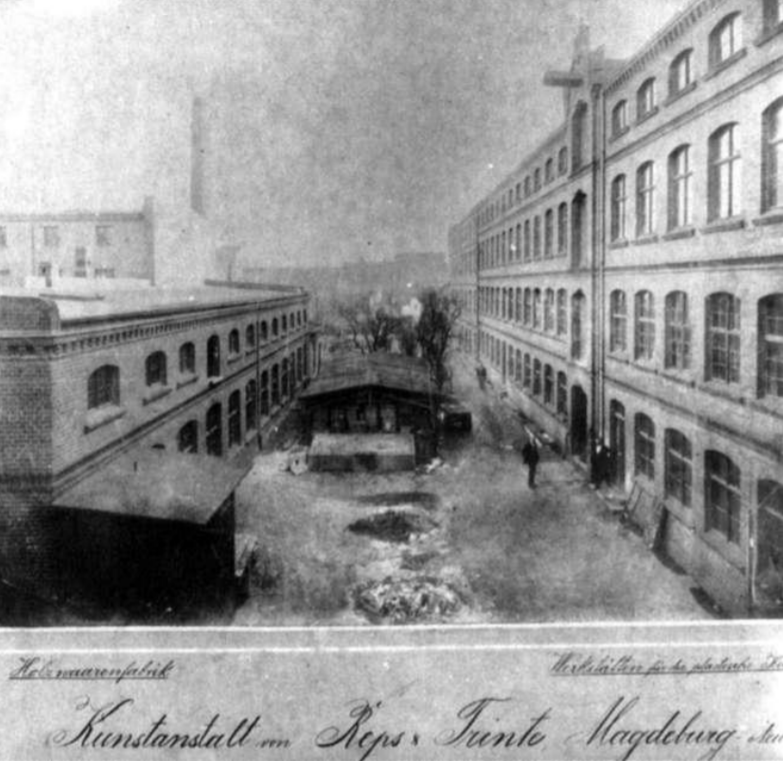
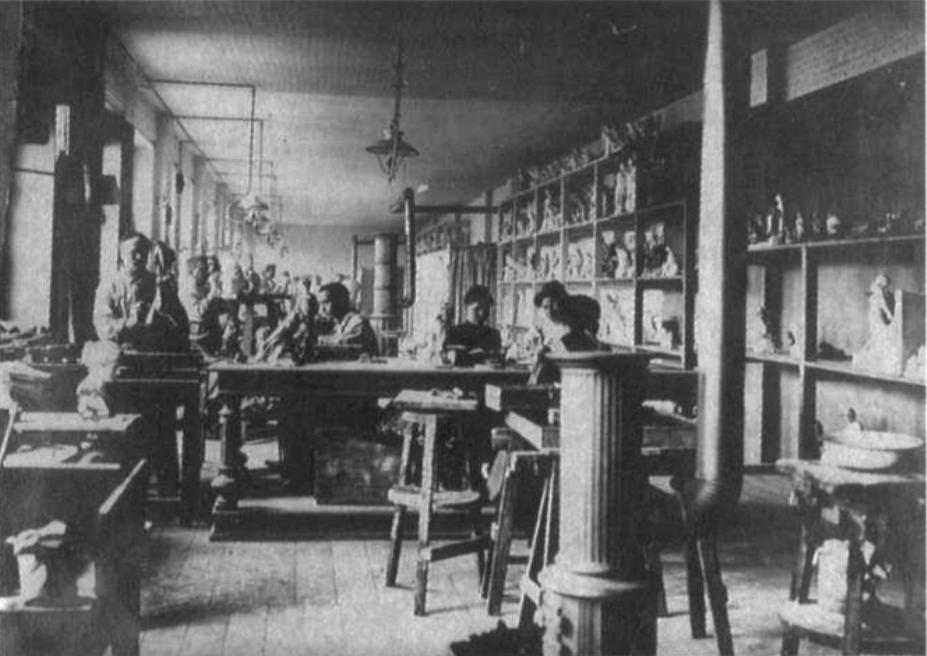
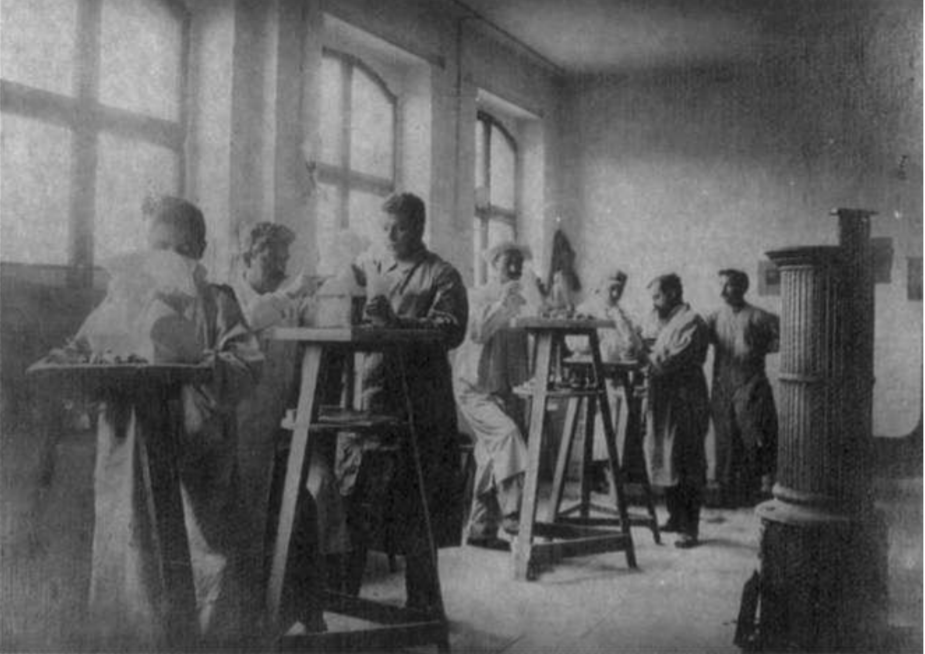
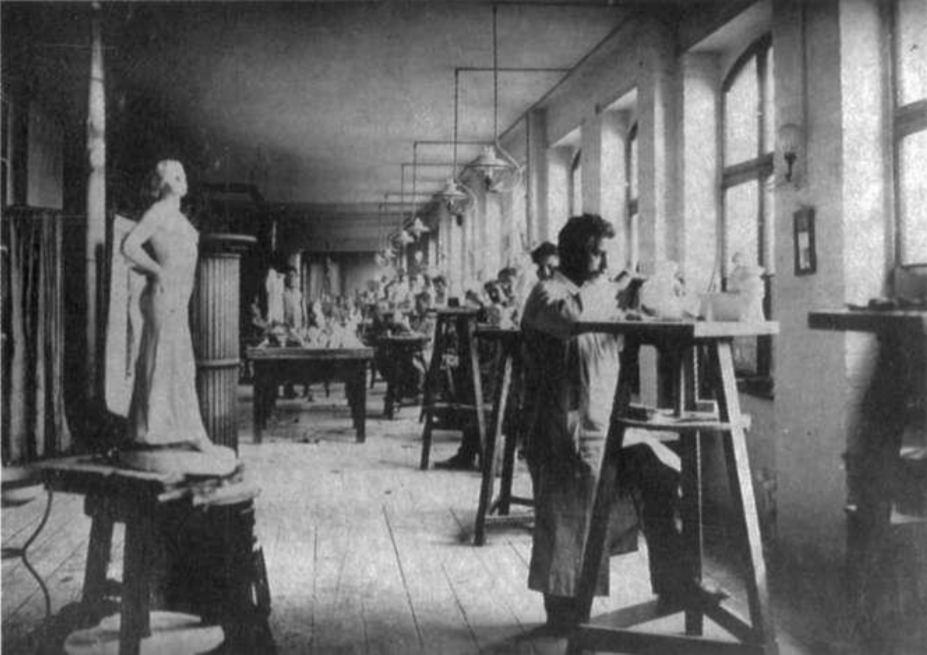
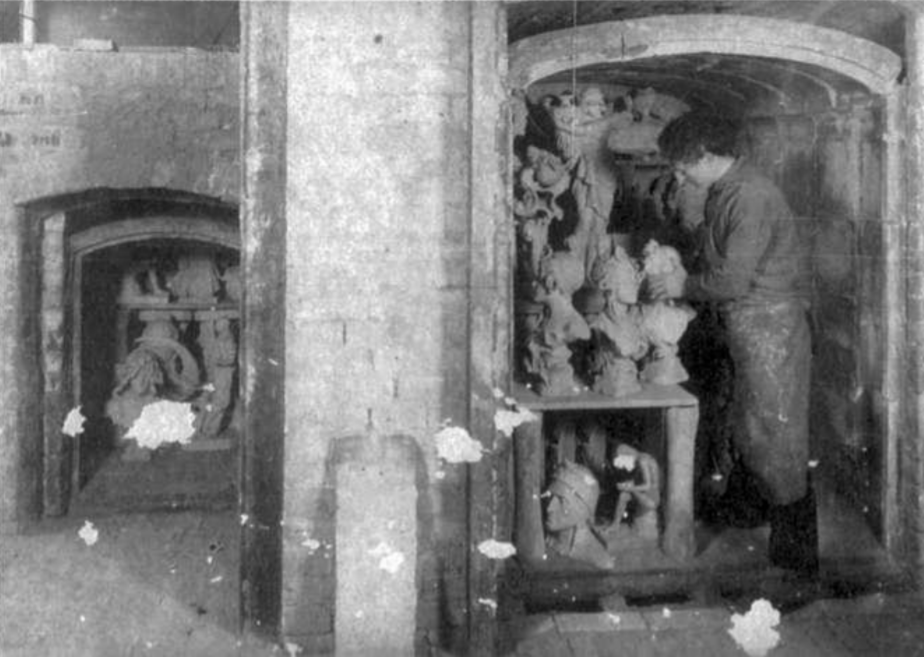

## Werke (Auswahl)
- Figur Zwei Löwinnen auf Sockel, 1920, Künstler Etha Richter (attr.)[1]
- Mädchenbüste L’Hiver (Der Winter), um 1900, Künstler[1]
- Figur Eule mit Schreibzeug auf Büchersockel, um 1905, Künstler unbekannt[1]
- Büste Dante, um 1900, Künstler unbekannt[1]
- Büste Orpheus, um 1930, Künstler Bläsche[4]
- Medusa und Andromeda, um 1900[5]
- Figur Stehender Jüngling Hilrö, um 1920/30[6]
- Büste Sappho, um 1900, Künstler Bläsche[7]

Aus dem Sortimentskatalog Reps & Trinte, um 1900
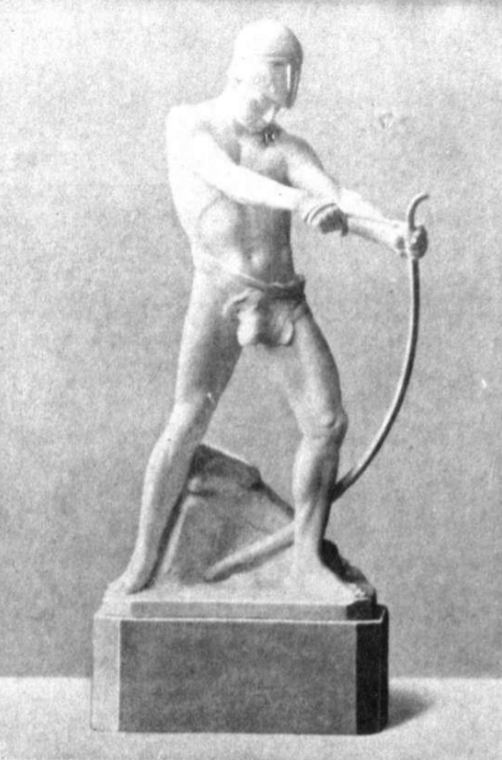
Bogenbinder, Eisenberger
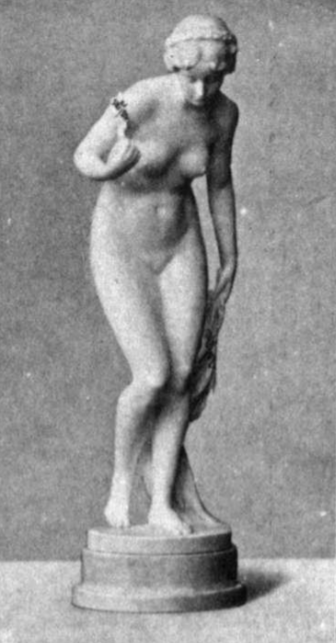
Die Badende, Eisenberger
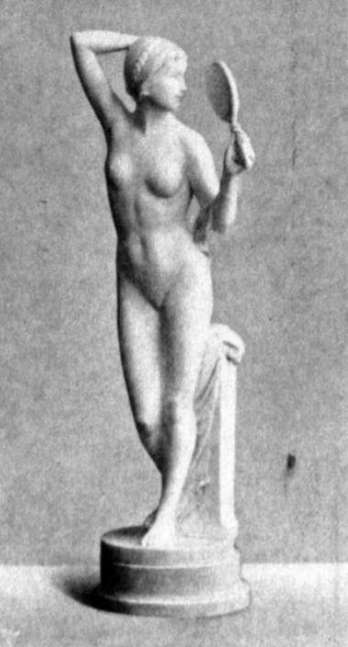
Die Jugend, Eisenberger
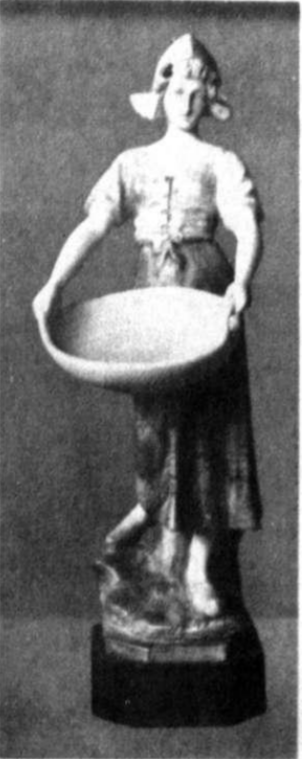
Holländerin, Bläsche
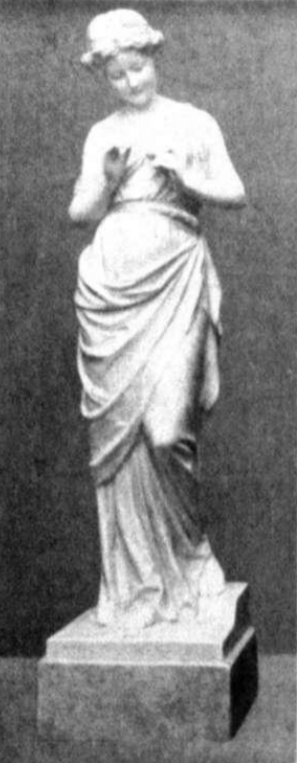
Liebesorakel, Bläsche
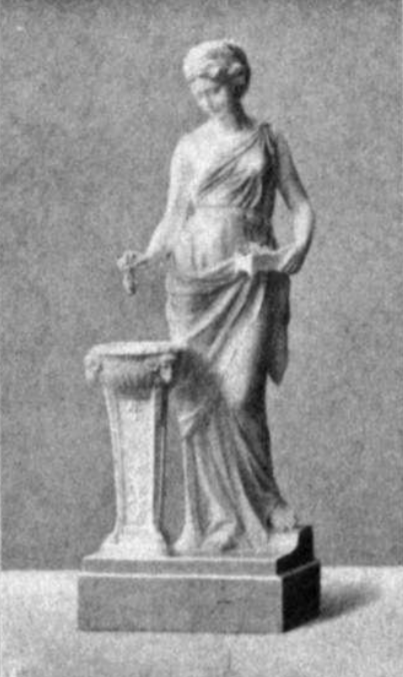
Vestalin, Bläsche